# Tricentrogyna flexivitta
Tricentrogyna flexivitta är en fjärilsart som beskrevs av W. Warren 1906. Tricentrogyna flexivitta ingår i släktet Tricentrogyna och familjen mätare. Inga underarter finns listade i Catalogue of Life.